# 四方津駅
四方津駅（しおつえき）は、山梨県上野原市四方津にある、東日本旅客鉄道（JR東日本）中央本線の駅である。駅番号はJC 28。

## 歴史
- 1910年（明治43年）12月15日：国有鉄道の駅として開業[1][2]。旅客および貨物の取り扱いを開始[2]。
  - 駅から北西に2kmほどの所にある大野貯水池の建設工事の資材輸送を行うために開業した。貯水池は開業4年後の1914年（大正3年）に完成している。
- 1960年（昭和35年）4月20日：貨物の取り扱いを廃止[2]。
- 1984年（昭和59年）2月1日：荷物の扱いを廃止[2]。
- 1987年（昭和62年）4月1日：国鉄分割民営化により、JR東日本の駅となる[4]。
- 2001年（平成13年）11月18日：ICカード「Suica」の利用が可能となる。
- 2009年（平成21年）5月31日：みどりの窓口の営業を終了。
- 2021年（令和3年）3月29日：エレベーターと多機能トイレが供用を開始[5]。
- 2022年（令和4年）6月20日：新駅舎の供用を開始[6]。

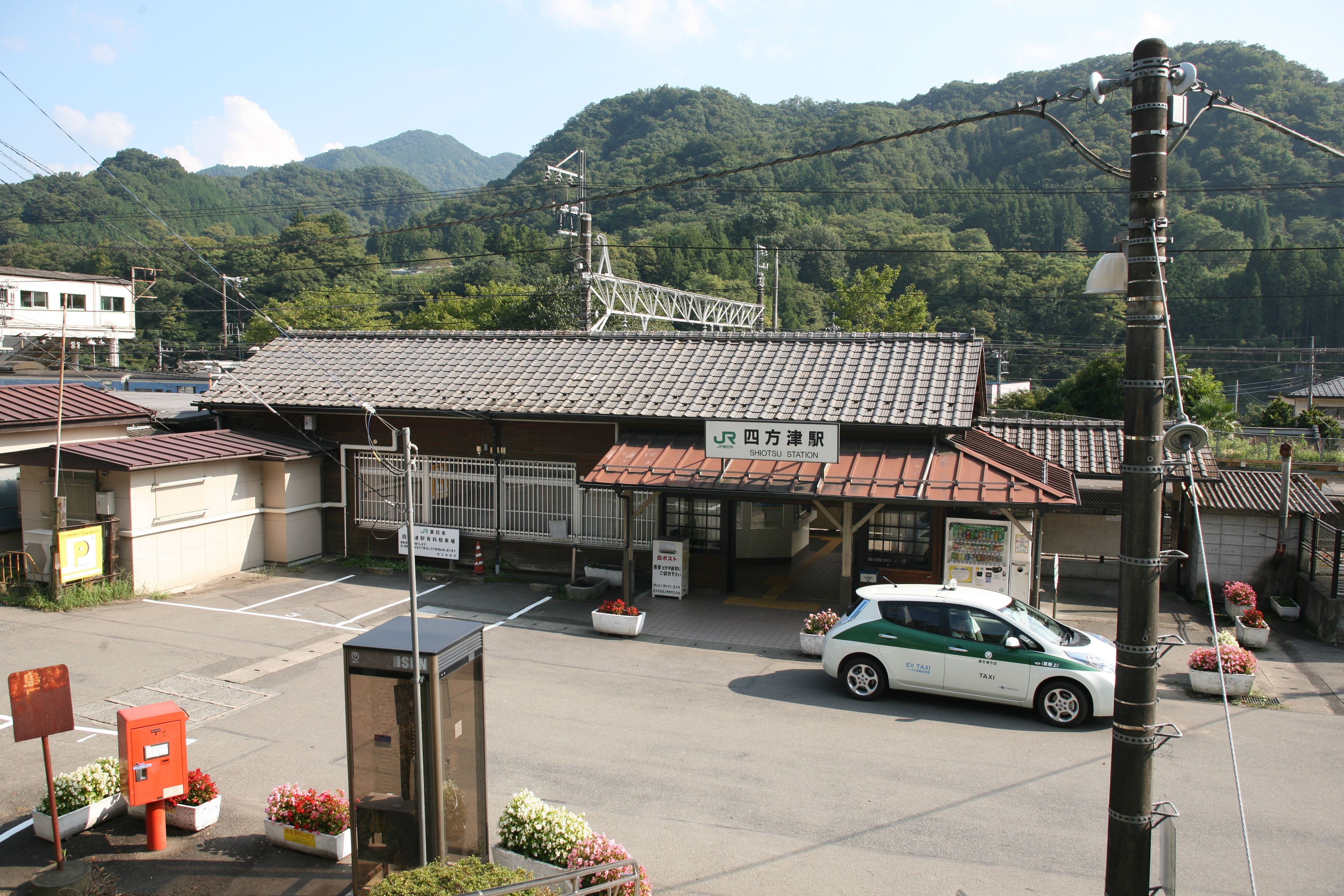
旧駅舎（2011年9月）
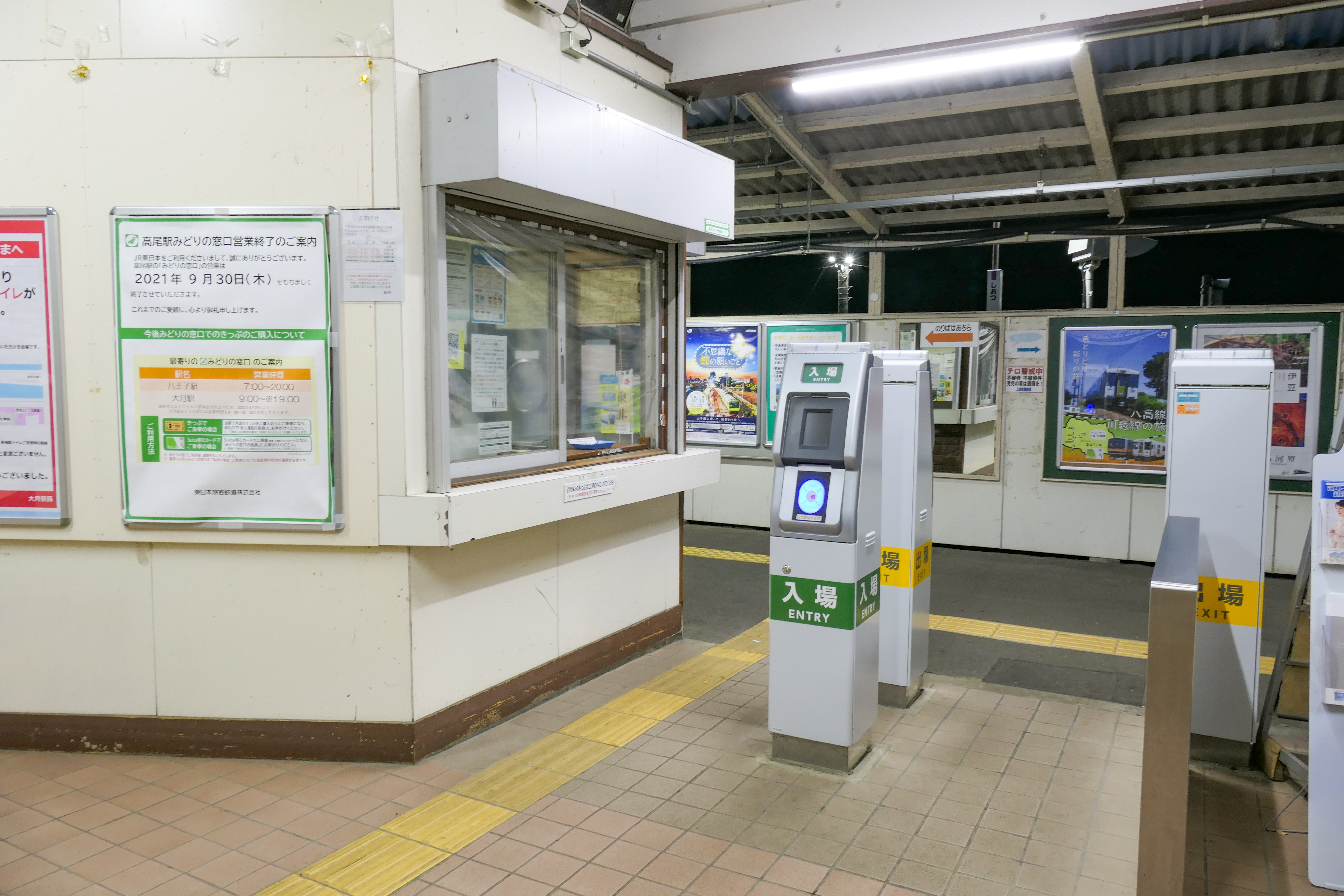
旧改札口（2021年11月）

## 駅構造
単式ホーム1面1線と島式ホーム1面2線、計2面3線のホームを持つ地上駅である。ホームが嵩上げされていないため、乗・降車の際に段差が生じる。駅舎とホームおよびホーム間の移動は跨線橋を利用する。
大月駅管理の業務委託駅（JR東日本ステーションサービス委託）である。自動券売機と簡易Suica改札機が設置されている。かつてはみどりの窓口が併設されていたが、2009年（平成21年）5月31日で営業を終了した。
JR中央線は、2020年代前半（2021年度〈令和3年度〉以降の向こう5年以内）をめどに東京 - 大月駅間のオレンジ帯で運行する列車に2階建てグリーン車2両を連結し12両編成運転を行う。そのため、当駅ホームの12両編成対応の改築工事などが実施され、2024年（令和6年）10月12日までにこれらの工事を全て完了し、翌日10月13日より快速電車における12両編成の運転が開始された。

### のりば
| 番線 | 路線     | 方向 | 行先                   | 備考            |
| ---- | -------- | ---- | ---------------------- | --------------- |
| 1・2 | 中央本線 | 上り | 高尾・八王子・新宿方面 |                 |
| 3    | 中央本線 | 下り | 大月・甲府・小淵沢方面 | 一部列車は2番線 |

- 2番線は特急の通過待ちで用いられる。非常用の折り返しにも使われる。2024年（令和6年）8月1日には、相模湖の花火大会開催で、当駅発着の臨時列車が設定された。E233系にはこれらに対応するため、「四方津」のLED表示が用意されている。

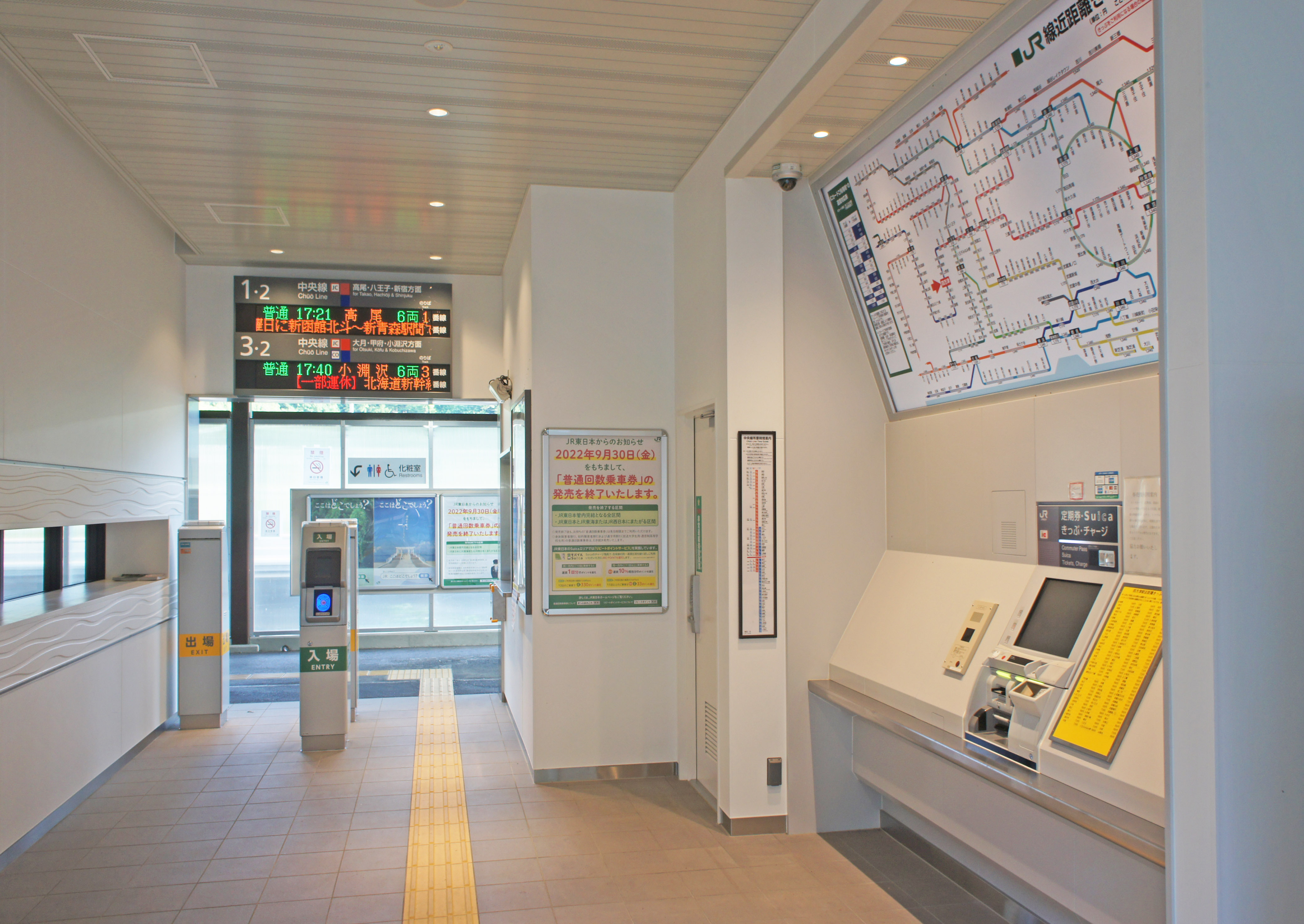
改札口と券売機（2022年7月）
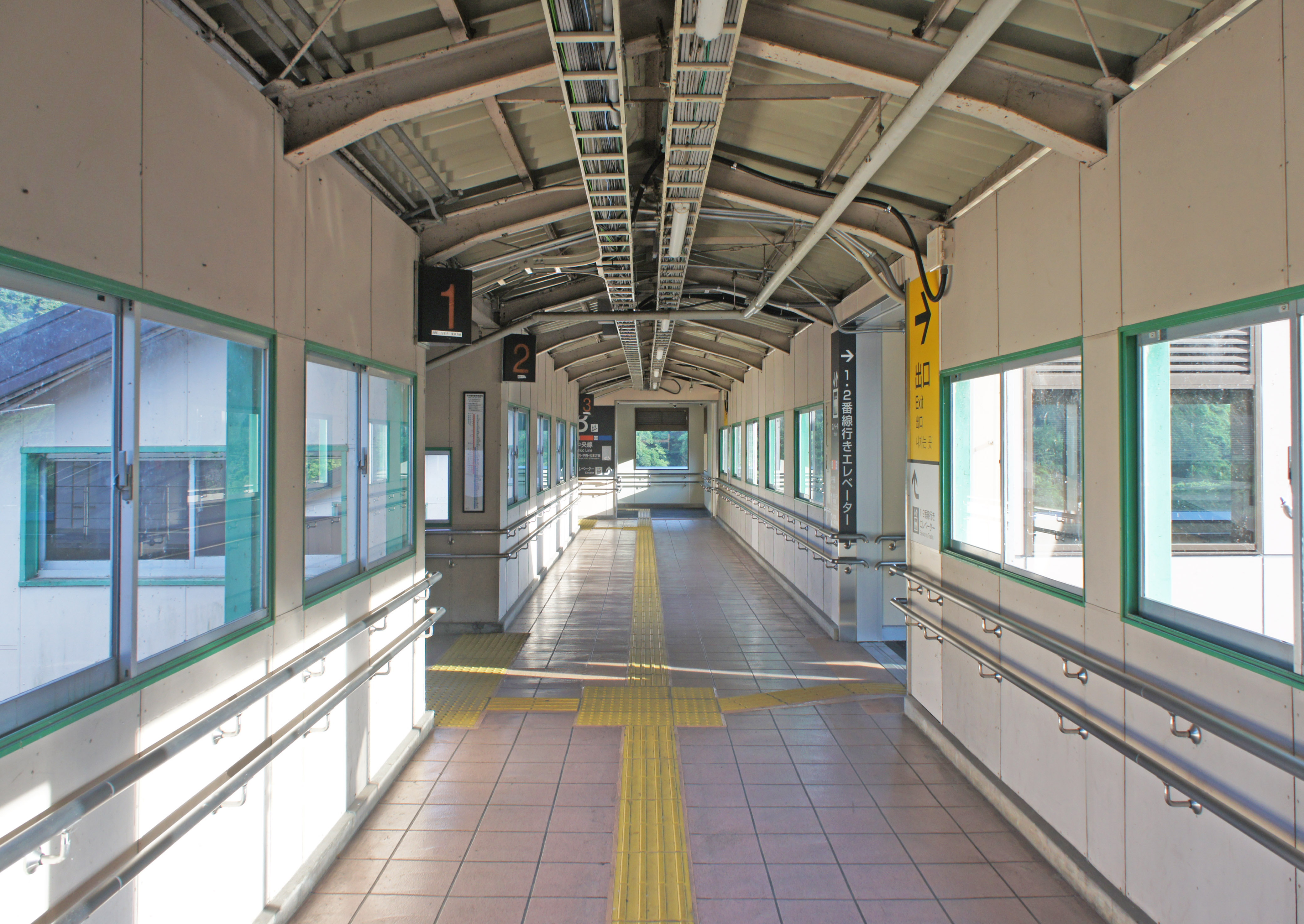
跨線橋内部（2022年7月）
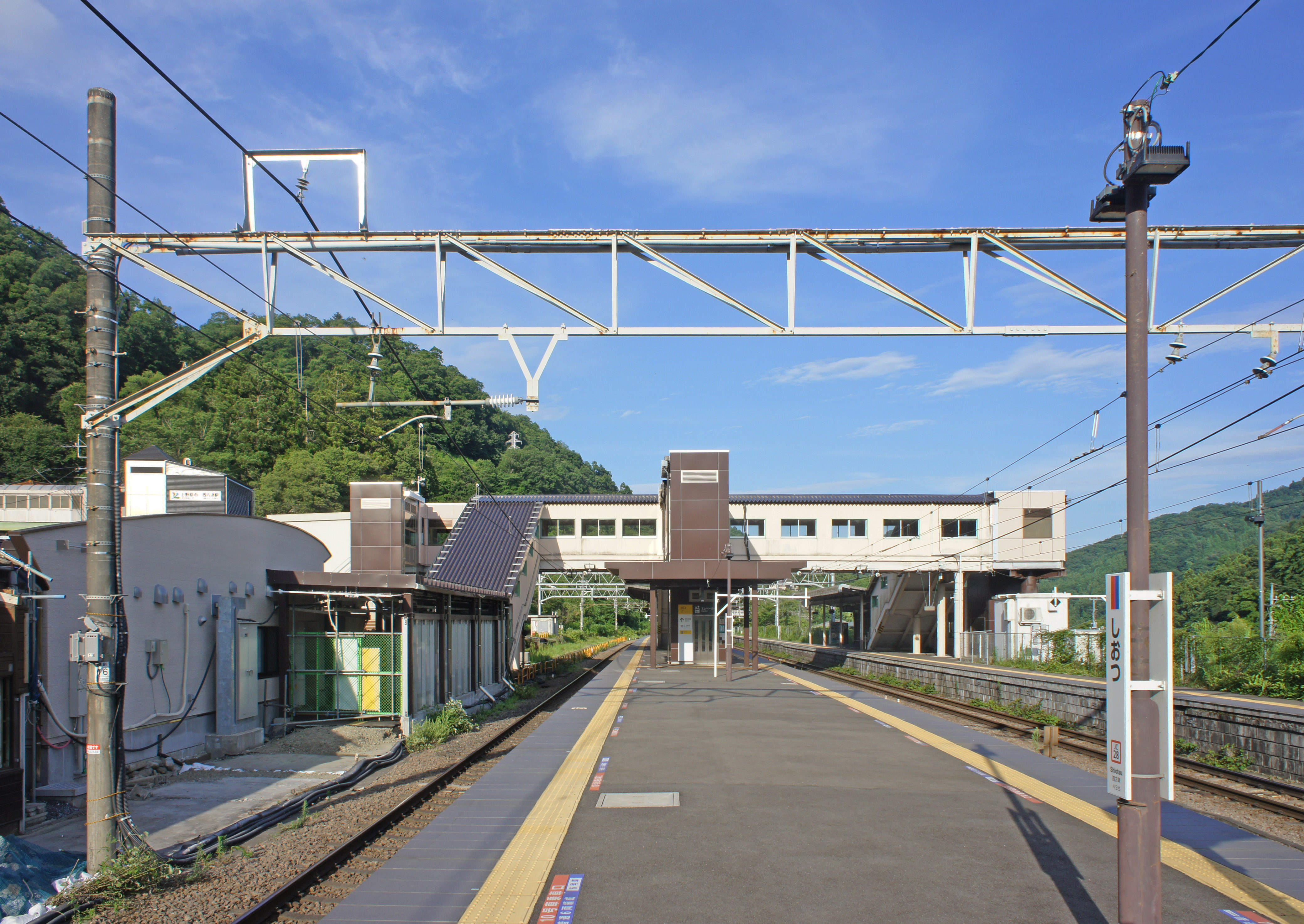
ホーム（2022年7月）

## 利用状況
JR東日本によると、2023年度（令和5年度）の1日平均乗車人員は1,276人である。
2000年度（平成12年度）以降の推移は以下のとおりである。
| 1日平均乗車人員推移 | 1日平均乗車人員推移 | 1日平均乗車人員推移 | 1日平均乗車人員推移 | 1日平均乗車人員推移 | 1日平均乗車人員推移 |
| 年度                | 定期外              | 定期                | 合計                | 出典                | 出典                |
| 年度                | 定期外              | 定期                | 合計                | JR                  | 山梨県              |
| ------------------- | ------------------- | ------------------- | ------------------- | ------------------- | ------------------- |
| 2000年（平成12年）  |                     |                     | 1,950               | [ JR 2 ]            | [ 県 1 ]            |
| 2001年（平成13年）  |                     |                     | 1,946               | [ JR 3 ]            | [ 県 2 ]            |
| 2002年（平成14年）  |                     |                     | 1,979               | [ JR 4 ]            | [ 県 3 ]            |
| 2003年（平成15年）  |                     |                     | 2,026               | [ JR 5 ]            | [ 県 4 ]            |
| 2004年（平成16年）  |                     |                     | 2,011               | [ JR 6 ]            | [ 県 5 ]            |
| 2005年（平成17年）  |                     |                     | 2,011               | [ JR 7 ]            | [ 県 6 ]            |
| 2006年（平成18年）  |                     |                     | 2,007               | [ JR 8 ]            | [ 県 7 ]            |
| 2007年（平成19年）  |                     |                     | 2,032               | [ JR 9 ]            | [ 県 8 ]            |
| 2008年（平成20年）  |                     |                     | 2,019               | [ JR 10 ]           | [ 県 9 ]            |
| 2009年（平成21年）  |                     |                     | 1,993               | [ JR 11 ]           | [ 県 10 ]           |
| 2010年（平成22年）  |                     |                     | 1,948               | [ JR 12 ]           | [ 県 11 ]           |
| 2011年（平成23年）  |                     |                     | 1,911               | [ JR 13 ]           | [ 県 12 ]           |
| 2012年（平成24年）  | 413                 | 1,457               | 1,870               | [ JR 14 ]           | [ 県 13 ]           |
| 2013年（平成25年）  | 402                 | 1,447               | 1,850               | [ JR 15 ]           | [ 県 14 ]           |
| 2014年（平成26年）  | 391                 | 1,382               | 1,773               | [ JR 16 ]           | [ 県 15 ]           |
| 2015年（平成27年）  | 382                 | 1,376               | 1,759               | [ JR 17 ]           | [ 県 16 ]           |
| 2016年（平成28年）  | 375                 | 1,304               | 1,680               | [ JR 18 ]           | [ 県 17 ]           |
| 2017年（平成29年）  | 372                 | 1,268               | 1,641               | [ JR 19 ]           | [ 県 18 ]           |
| 2018年（平成30年）  | 361                 | 1,255               | 1,617               | [ JR 20 ]           | [ 県 19 ]           |
| 2019年（令和元年）  | 322                 | 1,202               | 1,525               | [ JR 21 ]           | [ 県 20 ]           |
| 2020年（令和02年）  | 213                 | 901                 | 1,114               | [ JR 22 ]           | [ 県 21 ]           |
| 2021年（令和03年）  | 249                 | 890                 | 1,139               | [ JR 23 ]           | [ 県 22 ]           |
| 2022年（令和04年）  | 286                 | 938                 | 1,224               | [ JR 24 ]           | [ 県 23 ]           |
| 2023年（令和05年）  | 310                 | 966                 | 1,276               | [ JR 1 ]            |                     |

## 駅周辺
- 上野原市立上野原西小学校
- 上野原市役所（旧：上野原町役場）巌出張所
- 国道20号（甲州街道）
- コモアしおつ - 駅の北にある住宅街。駅前との間はエスカレーターと斜行エレベーター2基の「コモアブリッジ」で連絡している。
- 公正屋コモアプラザ店

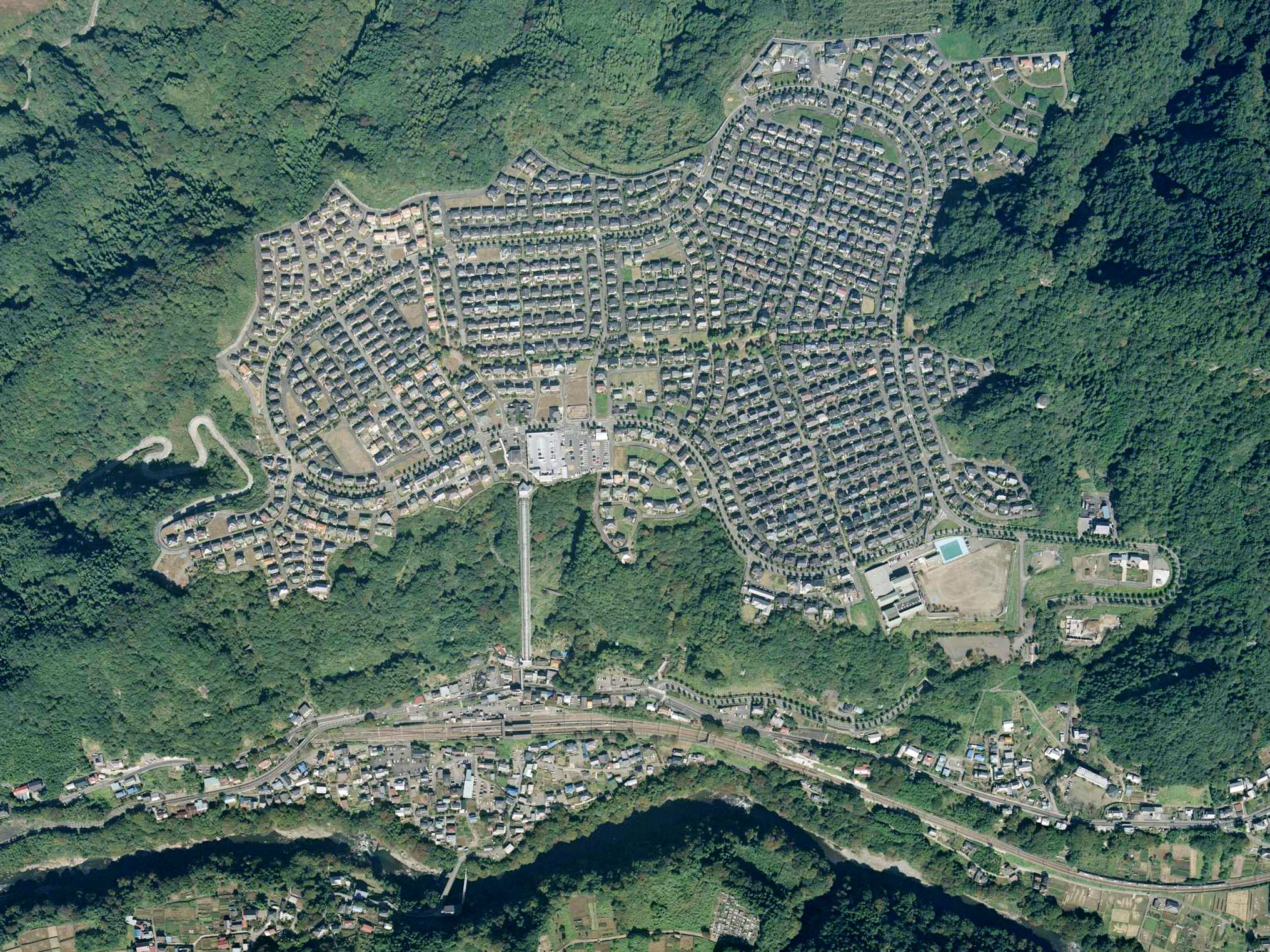
四方津駅（下）とその周辺。上はコモアしおつ（国土地理院、2008年撮影）。
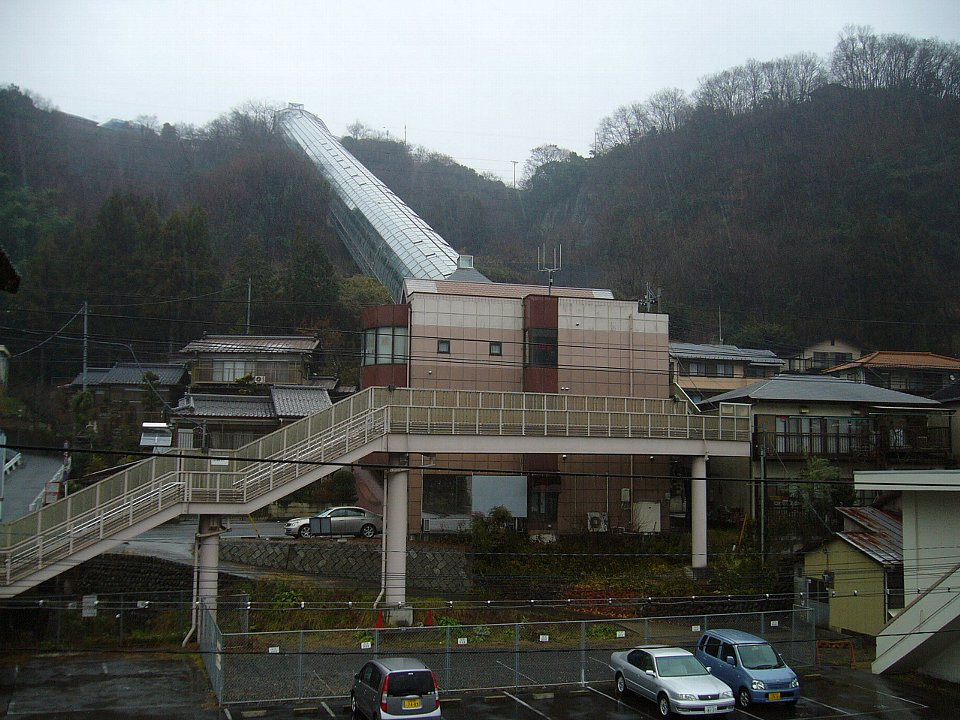
コモアしおつへ伸びる斜行エレベーター

### バス路線
最寄り停留所は、駅ロータリーおよび駅前を走る国道20号線上にある四方津駅となる。富士急バスによって以下の路線が運行されている。
- 太田上行、犬目行、上野原駅行、本町三丁目行

## 隣の駅
東日本旅客鉄道（JR東日本）
 中央本線
■通勤特快（上りのみ）・■中央特快・■通勤快速（下りのみ）・■快速・■普通
上野原駅 (JC 27) - 四方津駅 (JC 28) - 梁川駅 (JC 29)

### 記事本文
1. 1 2 3 4 5  『週刊 JR全駅・全車両基地』 46号 甲府駅・奥多摩駅・勝沼ぶどう郷駅ほか79駅、朝日新聞出版〈週刊朝日百科〉、2013年7月7日、19頁。
2. 1 2 3 4 5  石野哲 編『停車場変遷大事典 国鉄・JR編 II』（初版）JTB、1998年10月1日、180頁。ISBN 978-4-533-02980-6。
3. 1 2  事業エリアマップ - JR東日本ステーションサービス.2021年9月14日閲覧
4. ↑  曽根悟（監修）（著）、朝日新聞出版分冊百科編集部（編集）（編）「中央本線」『週刊 歴史でめぐる鉄道全路線 国鉄・JR』第5号、朝日新聞出版、2009年8月9日、27頁。
5. ↑  「四方津駅構内エレベーター・多機能トイレの供用開始について」上野原市。2022年6月13日時点のオリジナルよりアーカイブ。2022年6月13日閲覧。
6. ↑  「JR四方津駅 新駅舎の利用始まる」『山梨日日新聞』山梨日日新聞社、2022年6月20日。2022年6月20日時点のオリジナルよりアーカイブ。2022年6月20日閲覧。
7. ↑  「中央快速線等へのグリーン車サービスの導入について (PDF)」（プレスリリース）、東日本旅客鉄道、2015年2月4日。2025年6月15日閲覧。
8. ↑  「JR東日本、中央線のグリーン車計画を延期」『産経新聞』2017年3月24日。2025年6月15日閲覧。
9. ↑  「中央線快速・青梅線でグリーン車サービスを開始します ～快適な移動空間の提供を通じ、輸送サービスの質的変革を目指します～ (PDF)」（プレスリリース）、東日本旅客鉄道、2024年9月10日。2025年6月15日閲覧。
10. 1 2  「JR東日本：駅構内図・バリアフリー情報（四方津駅）」東日本旅客鉄道。2025年6月15日閲覧。
11. ↑  富士急山梨バス株式会社　乗合バス　都留：、富士急山梨バス時刻表、2011年10月3日改正、2011年11月25日閲覧

### 利用状況

#### JR東日本
1. 1 2  「各駅の乗車人員 2023年度 101位以下（5）| 企業サイト：JR東日本」東日本旅客鉄道。2025年6月15日閲覧。
2. ↑  「JR東日本：各駅の乗車人員（2000年度）」東日本旅客鉄道。2025年6月15日閲覧。
3. ↑  「JR東日本：各駅の乗車人員（2001年度）」東日本旅客鉄道。2025年6月15日閲覧。
4. ↑  「JR東日本：各駅の乗車人員（2002年度）」東日本旅客鉄道。2025年6月15日閲覧。
5. ↑  「JR東日本：各駅の乗車人員（2003年度）」東日本旅客鉄道。2025年6月15日閲覧。
6. ↑  「JR東日本：各駅の乗車人員（2004年度）」東日本旅客鉄道。2025年6月15日閲覧。
7. ↑  「JR東日本：各駅の乗車人員（2005年度）」東日本旅客鉄道。2025年6月15日閲覧。
8. ↑  「JR東日本：各駅の乗車人員（2006年度）」東日本旅客鉄道。2025年6月15日閲覧。
9. ↑  「JR東日本：各駅の乗車人員（2007年度）」東日本旅客鉄道。2025年6月15日閲覧。
10. ↑  「JR東日本：各駅の乗車人員（2008年度）」東日本旅客鉄道。2025年6月15日閲覧。
11. ↑  「JR東日本：各駅の乗車人員（2009年度）」東日本旅客鉄道。2025年6月15日閲覧。
12. ↑  「JR東日本：各駅の乗車人員（2010年度）」東日本旅客鉄道。2025年6月15日閲覧。
13. ↑  「JR東日本：各駅の乗車人員（2011年度）」東日本旅客鉄道。2025年6月15日閲覧。
14. ↑  「JR東日本：各駅の乗車人員（2012年度）」東日本旅客鉄道。2025年6月15日閲覧。
15. ↑  「各駅の乗車人員 2013年度 ベスト100以外（5）：JR東日本」東日本旅客鉄道。2025年6月15日閲覧。
16. ↑  「各駅の乗車人員 2014年度 ベスト100以外（5）：JR東日本」東日本旅客鉄道。2025年6月15日閲覧。
17. ↑  「各駅の乗車人員 2015年度 ベスト100以外（5）：JR東日本」東日本旅客鉄道。2025年6月15日閲覧。
18. ↑  「各駅の乗車人員 2016年度 ベスト100以外（5）：JR東日本」東日本旅客鉄道。2025年6月15日閲覧。
19. ↑  「各駅の乗車人員 2017年度 ベスト100以外（5）：JR東日本」東日本旅客鉄道。2025年6月15日閲覧。
20. ↑  「各駅の乗車人員 2018年度 ベスト100以外（5）：JR東日本」東日本旅客鉄道。2025年6月15日閲覧。
21. ↑  「各駅の乗車人員 2019年度 ベスト100以外（5）：JR東日本」東日本旅客鉄道。2025年6月15日閲覧。
22. ↑  「各駅の乗車人員 2020年度 101位以下（5）| 企業サイト：JR東日本」東日本旅客鉄道。2025年6月15日閲覧。
23. ↑  「各駅の乗車人員 2021年度 101位以下（5）| 企業サイト：JR東日本」東日本旅客鉄道。2025年6月15日閲覧。
24. ↑  「各駅の乗車人員 2022年度 101位以下（5）| 企業サイト：JR東日本」東日本旅客鉄道。2025年6月15日閲覧。

#### 山梨県
1. ↑  「運輸・通信」『平成14年刊行山梨県統計年鑑』（xls）（レポート）山梨県、2002年。2025年5月29日閲覧。
2. ↑  「運輸・通信」『平成15年刊行山梨県統計年鑑（運輸・通信）』（xls）（レポート）山梨県、2003年。2025年5月29日閲覧。
3. ↑  「運輸・通信」『平成16年刊行山梨県統計年鑑（運輸・通信）』（xls）（レポート）山梨県、2004年。2025年5月29日閲覧。
4. ↑  「運輸・通信」『平成17年刊行山梨県統計年鑑（運輸・通信）』（xls）（レポート）山梨県、2005年。2025年5月29日閲覧。
5. ↑  「運輸・通信」『平成18年刊行山梨県統計年鑑（運輸・通信）』（xls）（レポート）山梨県、2006年。2025年5月29日閲覧。
6. ↑  「運輸・通信」『平成19年刊行山梨県統計年鑑（運輸・通信）』（xls）（レポート）山梨県、2007年。2025年5月29日閲覧。
7. ↑  「運輸・通信」『平成20年刊行山梨県統計年鑑（運輸・通信）』（xls）（レポート）山梨県、2008年。2025年5月29日閲覧。
8. ↑  「運輸・通信」『平成21年刊行山梨県統計年鑑（運輸・通信）』（xls）（レポート）山梨県、2009年。2025年5月29日閲覧。
9. ↑  「運輸・通信」『平成22年刊行山梨県統計年鑑（運輸・通信）』（xls）（レポート）山梨県、2010年。2025年5月29日閲覧。
10. ↑  「運輸・通信」『平成23年刊行山梨県統計年鑑（運輸・通信）』（xls）（レポート）山梨県、2011年。2025年5月29日閲覧。
11. ↑  『平成24年刊行山梨県統計年鑑』（PDF）（レポート）山梨県、2012年11月、150-153頁。2025年5月29日閲覧。
12. ↑  『平成25年刊行山梨県統計年鑑』（PDF）（レポート）山梨県、2013年11月、150-153頁。2025年5月29日閲覧。
13. ↑  『平成26年刊行山梨県統計年鑑』（PDF）（レポート）山梨県、2014年11月、150-151頁。2025年5月29日閲覧。
14. ↑  『平成27年刊行山梨県統計年鑑』（PDF）（レポート）山梨県、2015年11月、150-151頁。2025年5月29日閲覧。
15. ↑  『平成28年刊行山梨県統計年鑑』（PDF）（レポート）山梨県、2016年11月、150-151頁。2025年5月29日閲覧。
16. ↑  『平成29年度刊行山梨県統計年鑑』（PDF）（レポート）山梨県、2018年1月、150-151頁。2025年5月29日閲覧。
17. ↑  『平成30年度刊行山梨県統計年鑑』（PDF）（レポート）山梨県、2019年3月、150-151頁。2025年5月29日閲覧。
18. ↑  『令和元年度刊行山梨県統計年鑑』（PDF）（レポート）山梨県、2020年3月、150-151頁。2025年5月29日閲覧。
19. ↑  『令和2年度刊行山梨県統計年鑑』（PDF）（レポート）山梨県、2021年3月、148-149頁。2025年5月29日閲覧。
20. ↑  『令和3年度刊行山梨県統計年鑑』（PDF）（レポート）山梨県、2022年3月、148-149頁。2025年5月29日閲覧。
21. ↑  『令和4年度刊行山梨県統計年鑑』（PDF）（レポート）山梨県、2022年12月、148-149頁。2025年5月29日閲覧。
22. ↑  『令和5年度刊行山梨県統計年鑑』（PDF）（レポート）山梨県、2023年12月、148-149頁。2025年5月29日閲覧。
23. ↑  『令和6年度刊行山梨県統計年鑑』（PDF）（レポート）山梨県、2024年12月、148-149頁。2025年5月29日閲覧。